# NGC 4426
NGC 4426 (ook: NGC 4427) is een dubbelster in het sterrenbeeld Maagd. Het hemelobject werd op 21 april 1865 ontdekt door de Duits-Deense astronoom Heinrich Louis d'Arrest.